# 朱庄墓群
朱庄墓群，位于山东省德州市平原县平原镇朱庄村，是中华人民共和国山东省文物保护单位之一。
1992年6月12日，授予山东省文物保护单位，是一座古墓葬。